# Профой
Профой (Профоой, др.-греч. Πρόθοον) — персонаж древнегреческой мифологии. С восточного побережья Фессалии. Сын Тендредона. Жених Елены. Правил у Пелиона. От магнетов привёл под Трою 40 кораблей.
При возвращении из-под Трои погиб в кораблекрушении у Каферейских скал. Бывшие с ним магнеты были отнесены к острову Криту и поселились там. Либо Профой прибыл в Ливию.